# كريستيان أدولف كلوتز
كريستيان أدولف كلوتز (بالألمانية: Christian Adolph Klotz)‏ هو عالم لغوي كلاسيكي وأستاذ جامعي ألماني، ولد في 13 نوفمبر 1738 في بيشوفسفيردا في ألمانيا، وتوفي في 31 ديسمبر 1771 في هاله في ألمانيا.